# William Larrabee (guvernör)
William Larrabee, född 20 januari 1832 i Ledyard, Connecticut, död 16 november 1912, var en amerikansk republikansk politiker. Han var Iowas guvernör 1886–1890.
Larrabee tjänstgjorde inte i amerikanska inbördeskriget, eftersom han var blind på höger öga på grund av ett vådaskott som hade träffat honom på 1840-talet. Han var verksam som bankman, jordbrukare, lärare och mjölnare. Med åren blev han en av de största markägarna i Iowa.
Larrabee efterträdde 1886 Buren R. Sherman som Iowas guvernör och efterträddes 1890 av Horace Boies. Larrabee avled 1912 och gravsattes på Gods Acres Cemetery i Clermont i Iowa.